# Ali Sabry

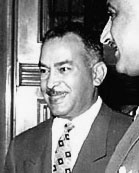
Ali Sabry in 1966

Ali Sabry (30 augustus 1920 - Caïro, 3 augustus 1991) was een Egyptisch politicus. Hij was eerste minister van Egypte tussen 1962 en 1965.
Sabry was een medestander van president Gamal Nasser. Tussen 1956 en 1957 was hij hoofd van de Egyptische inlichtingendienst. In september 1962 werd hij eerste minister. Na de dood van Nasser verzette vice-president Sabry zich tegen de koerswijzigingen die president Sadat doorvoerde op politiek en economisch gebied. Sabry werd ervan beschuldigd de hoofdaanstichter te zijn geweest van het 'mei-complot' (1971) en werd gearresteerd. Andere slachtoffers van deze zuivering binnen de regerende ASU (Arabische Socialistische Unie) waren minister van Binnenlandse Zaken Sharawi Gomaä, hoofd van het presidentieel bureau Sami Sharaf, voorzitter van de nationale vergadering Labib Shukair, secretaris-generaal van de ASU Abul Nur en minister van Oorlog en opperbevelhebber van het leger Mohammed Fawzi. Ze werden in december 1971 door een militair tribunaal veroordeeld tot levenslange dwangarbeid op beschuldiging van samenzwering.